# Канонік Росцелін
Кано́нік Росцелі́н (лат. Roscellinus, 1050—1120) — французький теолог і філософ XI—XII століть, засновник номіналізму.

## Життєпис
Про життя Росцеліна відомо мало. Він народився у Комп'єні, навчався у Суассоні та Реймсі, був пов'язаний з Шартрським собором, щоб урешті-решт повернутися в Комп'єнь і став там каноніком.
На противагу реалізму Росцелін висунув учення номіналізму, що носило опозиційний характер. Це вчення твердить, що «універсалії» є лише іменами, номіналіями і назвами. Насправді ж реально існують тільки одиничні речі. Полеміка між реалістами та номіналістами стала визначальною для всієї подальшої історії середньовічної філософії.
Реалізм наполягав на істотності реальності саме єдності «триєдиного бога». Номіналізм насправді реальними вважав «лики» («іпостасі» бога) трійці. Обидва напрями спиралися на різні розділи Біблії — Старий і Новий Заповіт. Так, в Старому Заповіті творення богом світу відбувається через безпосереднє утворення буття, від якого пізніше народжується слово: «І створив бог світло, і сказав — це добре». В Новому Заповіті — «І сказав бог — хай буде світло, і виникло світло».
Реалісти, кажучи про єдність «божественної трійці», відстоювали, по суті, традиційну об'єктивно-ідеалістичну тезу про незалежне від матеріально-чуттєвого світу існування ідеальних, загальних понять — «універсалій», тим самим надаючи останньому статус єдино справжньої реальності. Щодо послідовників Росцеліна, то вони, твердячи саме про реальність існування тільки одиничного, індивідуальних окремих речей, іпостасей трійці, пов'язували реальне існування лише з чуттєво-конкретним існуванням індивідуальних об'єктів.
У 1092 році Церковний собор у Суассоні визнав вчення Росцеліна єретичним.